# Ново-Кичино
Ново-Ки́чино (Нове Кичино, рос. Ново-Кычино) — присілок в Красногорському районі Удмуртії, Росія.

## Населення
Населення — 27 осіб (2010; 34 в 2002).
Національний склад станом на 2002 рік:
- удмурти — 68 %
- росіяни — 32 %